# Енергозбереження
Енергозбереження, енергоощадність або енергоощадження, стосується зменшення споживання енергії шляхом використання меншої кількості енергетичних послуг. Енергоощадність відрізняється від енергоефективності, яка стосується використанням меншої кількості енергії за ту саму послугу. Наприклад, менше користуватись авто — заощадження енергії, а пересісти на авто з меншою витратою палива, або на  електромобіль — енергоефективність. Але і енергоощадність, і енергоефективність є техніками зменшення використання енергії.
Хоч енергоощадність, насамперед зменшує споживання енергетичних послуг, його наслідком може бути зростання якості довкілля, національної безпеки, та особистої фінансової безпеки. Енергоощадність знаходиться на вершині сталої енергетичної ієрархії.
Проблема енергозбереження тісно переплітається з проблемами енергетики, екології, технічного переозброєння та структурної перебудови всієї економіки. Важливість енергозбереження підтверджується статусом державної політики та державними органами в усіх високорозвинутих країнах (Японія, США, Франція, Німеччина, Велика Британія тощо). Майже всі розвинуті країни світу прийняли відповідні законодавчі акти та створили як загальнодержавні, так і регіональні органи з управління енергозбереженням.

## Енергетичні податки
Для заохочення споживачів зменшувати споживання енергії деякі країни запровадили енергетичні або вуглецеві податки. Вуглецеві податки можуть спричиняти зміну споживання енергії з викопного палива на атомну енергетику та інші альтернативи, які мають свої обмеження та наслідки впливу на довкілля.
Натомість енергетичні податки спрямовано на загальне зниження споживання енергії (будь-якого походження), і відповідно на зниження більшого спектра негативних наслідків для довкілля, спричинений виробництвом енергії. Наприклад, в США штат Каліфорнія застосовує прогресивну шкалу енергетичного податку, коли кожен споживач має встановлений рівень споживання енергії, для якого податок низький. Але у разі перевищення зазначеної межі, податок зростає експоненціально. Такі програми спрямовані на захист біднішого населення і створення більшого податкового тягаря на господарства з високим рівнем споживання енергії.
З обмеженнями, але прикладом такого енергетичного податку в Україні може бути ціна на газ для населення (залежить від річного обсягу споживання). Обмеження викликані тим, що прогресивна шкала ціни була встановлена не як енергетичний податок, а для регулювання дотацій.

## Енергоощадність у будівництві

### Енергоаудит
Одним з перших шляхів до покращення енергоощадження у будинках є енергоаудит. Енергоаудит — це інспекція та аналіз використання енергії та можливостей для енергозбереження у будинку, процесі чи системі для зменшення використання енергії системою без негативного впливу на результат її роботи. Як правило він здійснюється кваліфікованим персоналом і може бути частиною національної програми.
Крім того, нещодавні розробки додатків до смартфонів дають змогу власникам житла самостійно проводити відносно складні енергоаудити.
Будівельні технології та розумні лічильники можуть дати змогу користувачам енергії, комерційним та приватним, графічно бачити, як їхнє споживання енергії впливає на їхню роботу чи домівку, а більш просунута технологія — і допомагати економити енергію.

### Пасивні будинки

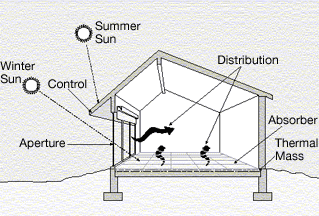
Елементи пасивного сонячного дизайну, за прямою вигодою

При дизайні пасивного сонячного будинку, вікна, стіни та підлоги проектуються з метою збору, зберігання та розподілу сонячної енергії як тепла взимку та з метою відкидання сонячного тепла влітку. Це отримало назву пасивного сонячного дизайну або кліматичного дизайну, через те, що на відміну від активної системи сонячного обігріву, не передбачає використання механічних або електричних приладів.
Ключем до дизайну такого будинку є найкраще врахування особливостей місцевого клімату. Треба враховувати розташування вікон та тип їх засклення, теплоізоляцію, термальну масу та затінення. Техніки пасивного сонячного дизайну найкраще застосовуються до нового будівництва, але окремі елементи може бути застосовано і під час осучаснення будівель, що вже існують.

## Транспорт
В багатьох країнах географічний та економічний розвиток значною мірою припав на період відносної доступності викопного палива, що призвело до розвитку життєвих систем, залежних від транспортної мережі. На сьогодні в розвинених країнах вживаються заходи до зонування міст (зменшення відстані між житлом-роботою-дозвіллям) з одночасним створенням в таких зонах мережі пішохідних та велосипедних доріг для зменшення використання автотранспорту (і відповідно палива та викидів СО2). Гарні приклади з такого зонування є у Ванкувері.
Також джерелом енергоощадності у транспорті є використання систем віддаленого доступу для роботи, яка дає змогу працювати з дому замість щодня їздити на роботу.
Найпростішим способом заощадження енергії на транспорті, є економія моторного палива, наприклад шляхом:
- плавних стартів та уповільнень під час руху на авто;
- своєчасного регулювання роботи двигуна;
- використання «економайзерів» — приладів для економії палива двигуном.

## «Енергоощадні гріхи» домогосподарств
У Великій Британії було проведено дослідження щодо визначення найбільш частих «гріхів» домогосподарств щодо енергозбереження, тобто невиконання простих, доступних кожному заходів, які дають змогу економити енергію (і кошти на її оплату!). За результатами дослідження було сформовано ТОП-10 цих «гріхів», за частотою здійснення. Список має такий вигляд:
- 71% залишають електроприлади в режимі «стенд-бай»,
- 67% гріють у чайнику більше води, ніж потрібно,
- 65% залишають невикористовувані зарядні пристрої у розетці,
- 63% залишають світло у порожніх кімнатах,
- 48% їздять на авто навіть у короткі поїздки,
- 44% обирають занадто гарячий режим прання,
- 32% не вимикають мотор у машині, яка зупинилася (наприклад., у заторах),
- 32% використовують сушку одягу замість сушки на повітрі,
- 28% опалюють пустий будинок,
- 22% сильніше вмикають опалення замість того, щоб одягти светр.

Треба враховувати, що загалом, домогосподарства з більшою кількістю жінок, споживають на 54 % більше електроенергії, ніж домогосподарства з переважною кількістю чоловіків — і більш ніж удвічі більше газу. Насамперед, це пов'язано з тим, що від природи жіночі теплові налаштування роблять їх більш чутливими до коливань температури. Насамперед, вони в середньому мають нижчу температуру тіла. Крім того, жінки, здебільшого, частіше беруть участь у нагріванні води, в тому числі для тривалішого душу, що потребує значнішої кількості газу.

## Основні напрямки і способи енергоощадності за видами енергії
У розділі наводяться поради для енергозбереження як в житлових будинках, так і в нежитлових (виробництво, офіси, склади). Перелік в жодному разі не вичерпний.

### Економія електроенергії

#### Оптимізаціяосвітлення
- максимальне використання денного світла (збільшення кількості, площі та прозорості вікон);
- збільшення відбивної здатності (світлі стіни та стелі);
- оптимальне розміщення джерел штучного світла (місцеве, направлене освітлення);
- використання освітлювальних приладів лише за необхідністю;
- підвищення світловіддачі наявних джерел світла (заміна люстр, відбивачів тощо);
- використання приладів управління освітленістю (давачі руху, акустичні датчики, давачі освітленості, таймери, дистанційне керування, регулятори яскравості);
- запровадження автоматичної системи диспетчерського управління зовнішнім освітленням (АСДУ НО);
- установка інтелектуальних розподілених систем управління освітленням.

#### Електропривід
- оптимальний підбір потужності електродвигуна;
- використання частотно регульованого приводу.

### Економія тепла
Заходи щодо зниження втрат тепла та підвищенню ефективності систем теплопостачання:
джерело теплопостачання
- зменшення витрат енергії та тепла на власні потреби;
- використання сучасного обладнання з вищим ККД теплогенерації, напр. конденсаційні котли теплові насоси;
- використання вузлів обліку теплової енергії;
- використання ко- і три- генерації.

теплові мережі
- ізоляція мереж для зниження втрат тепла у довкілля;
- скорочення шляху теплоносія від виробника до споживача теплової енергії (напр., міні-котельня у будинку)
- оптимізація гідравлічних режимів тепломереж;
- зменшення протікань.

споживачі
- належна ізоляція опалюваних приміщень;
- використання систем місцевого регулювання опалювальних приладів;
- переведення будинків до режиму нульового споживання тепла для опалення (температура всередині підтримується за рахунок внутрішнього тепловиділення (Рекуперація) та гарної ізоляції (вікна з аерогелем));
- використання вузлів обліку теплової енергії.

### Економія води
- встановлення приладів обліку використання води;
- використання води лише коли дійсно необхідно;
- встановлення зливних бачків, які мають функцію вибору сили зливу;
- встановлення автоматичних регуляторів витрат води, аераторів, сенсорних давачів.

### Економія газу
- підбір оптимальної потужності котла та насосу (наприклад, якщо є пікове, але нечасте, навантаження, можливо краще замість одного придбати два котла меншої потужності, один з яких працюватиме постійно, а другий включатиметься за потреби);
- належна теплоізоляція опалюваних приміщень, ефективні радіатори;
- використання на газових плитах посуду з широким пласким дном, підігрів лише необхідної кількості їжі та води;
- за можливості перехід на альтернативне опалення (напр., котли на біомасі, сонячні колектори, теплові насоси);
- правильне використання будівельної ізоляції.

### Споживча продукція
Споживачі часто погано проінформовані про використання енергії енергоефективними продуктами. Зусилля для пошуку шляхів збереження енергії часто забирають багато часу та коштів, а поряд багато дешевшої продукції і технологій, які споживають викопне паливо. Уряди деяких країн та неурядові організації намагаються зменшити складність вибору внаслідок екологічних маркувань, які дають змогу легко побачити різницю у енергоспоживанні при пошуку товару.

Енергоефективність (маркування)

Для того, щоб надати інформацію і заохотити людей інвестувати кошти, час та зусилля в енергоощадність, необхідно розуміти і адресувати їх актуальні проблеми. Наприклад, деякі торгові мережі вважають, що яскраве освітлення стимулює покупки. Однак, дослідження проблем здоров'я показали, що надмірне освітлення, звичайне на багатьох робочих місцях та магазинах, насправді стимулює головний біль, стрес, підвищує артеріальний тиск, втому та збільшує кількість помилок. Дослідження показали, що збільшення природного денного світла збільшило продуктивність працівників, і одночасно зменшило споживання енергії.

#### Використання приладів
- при виборі нових пристроїв надавайте перевагу приладам з меншим енергоспоживанням, як в активному режимі, так і у режимі стенд-бай;
- використовуйте режим автовимкнення;
- підігрівайте лише стільки води/їжі, скільки плануєте використати;
- не залишайте включеними в мережу зарядні пристрої для мобільних приладів (телефонів, планшетів, нетбуків тощо);
- намагайтесь не використовувати подовжувачі, а якщо це необхідно — використовуйте якісні та з більшим перерізом (при малому проводі більше гріється, а отже менше корисне використання енергії);
- використовуйте енергоощадні насамперед світлодіодні, а ззовні, натрієві лампи.

#### Холодильникиікондиціонери
Холодильники:
- слідкуйте за якісною ізоляцією корпусу, дверцят;
- вчасно розморожуйте;
- максимально охолоджуйте продукцію до холодильника (природним шляхом);
- менше відкривайте, проаналізуйте, що може зберігатися поза межами холодильника без втрати якості;
- не ставте поруч з джерелами тепла (батарея, плита) або на прямому сонячному світлі.

Кондиціонери:
- правильно підбирайте потужність і місце встановлення для досягнення максимально ефективності роботи;
- закривайте двері та вікна під час кондиціонування;
- вчасно чистить фільтр;
- використовуйте режим автоматично підтримання температури (оптимальне енергоспоживання досягається при температурі приміщення 20-22 °C);
- вимикайте, коли не користуєтесь приміщенням.

## Енергоощадність за країнами

### Країни ЄС
Наприкінці 2006, Європейський Союз зобов'язався знизити своє щорічне споживання первинної енергії на 20% до 2020 року.
2010 року була ухвалена Енергетична стратегія ЄС на період до 2020 року, яка в частині енергозбереження та енергоефективності поставила такі цілі:
- Зменшити викиди парникових газів принаймні на 20% у порівнянні з рівнями 1990 або до 30% за сприятливих умов
- Збільшити частку відновлювальної енергії у кінцевому енергоспоживанні до 20%,
- Досягти зростання 20% в енергоефективності.

Крім того, в низці країн Європи відбувається Енергетичний перехід, метою якого є не тільки збільшення обсягу споживання відновлювальних джерел енергії і поступова відмова від викопного палива (нафти та газу) та атомної енергетики, а й більш відповідальне споживання енергії взагалі.

### Японія

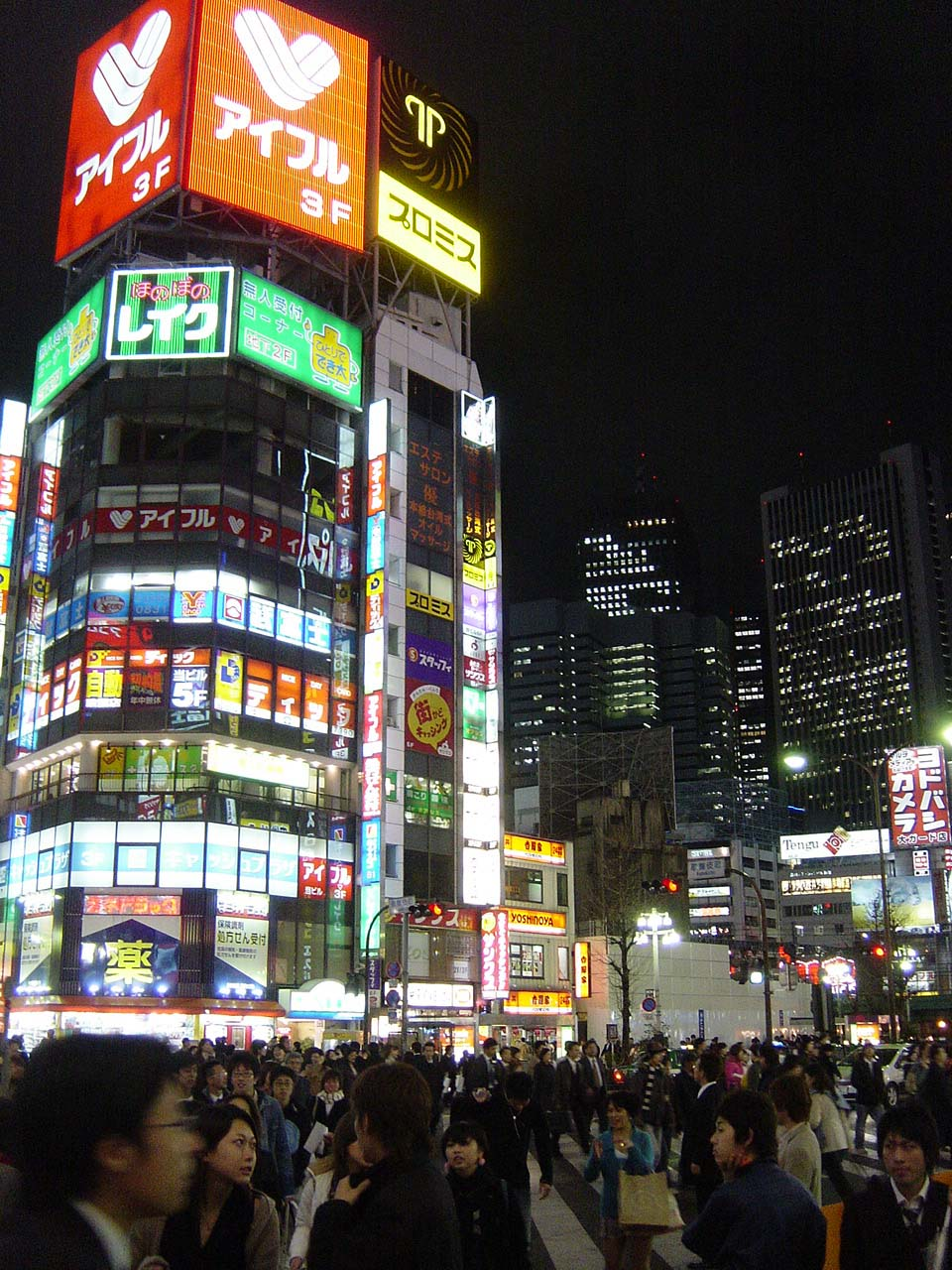
Реклама з використанням енергоефективного освітлення в районі Сіндзюку, Токіо, Японія.

З часу нафтової кризи 1973 року, енергоефективність для Японії лишається важливим питанням. Країна імпортує всі нафтопродукти, тому приділяє особливу увагу розвитку власної сталої енергії.
Японський Центр енергоефективності [Архівовано 31 травня 2014 у Wayback Machine.] заохочує енергоефективність у всіх аспектах економіки Японії.

### США

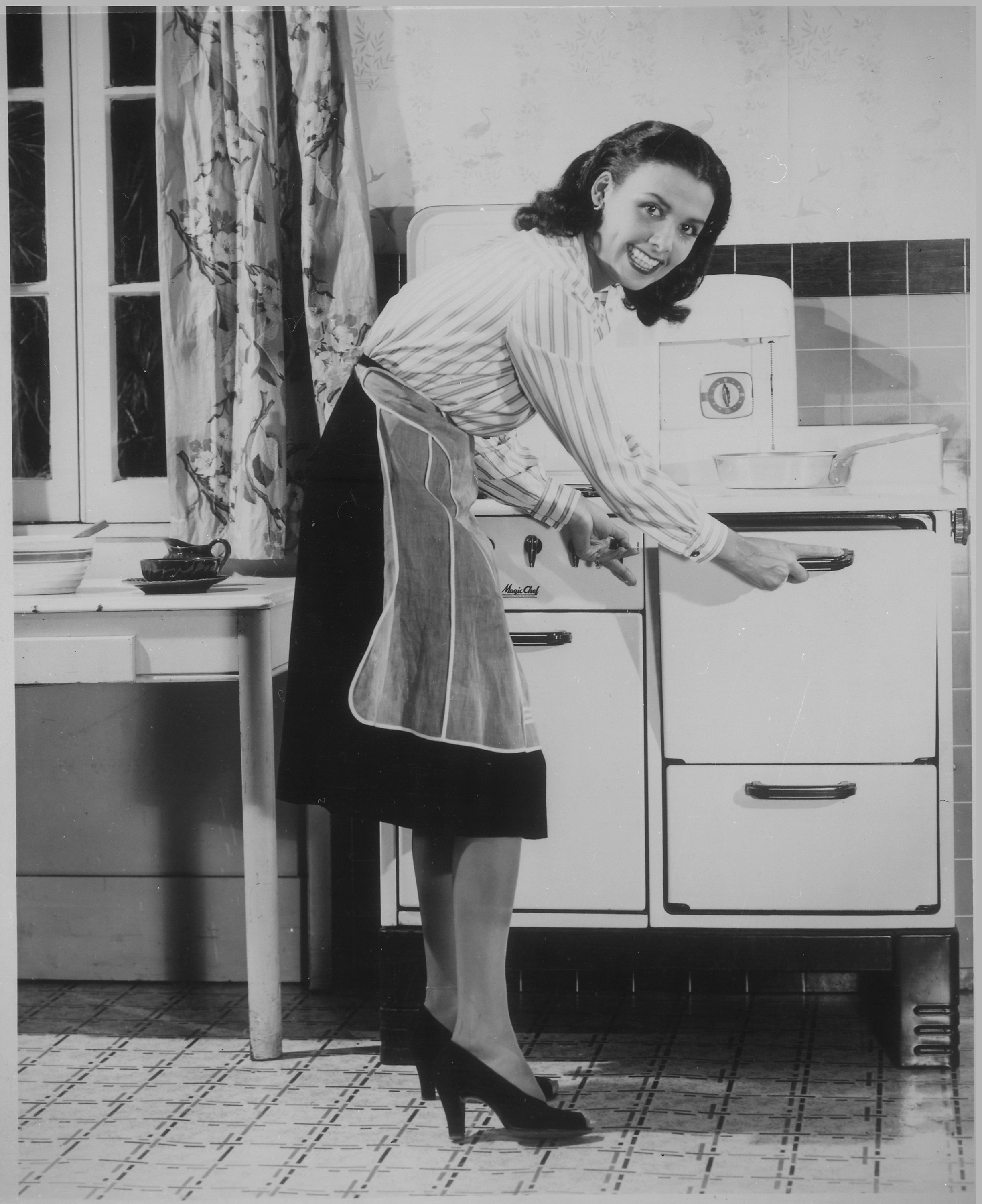
Пропаганда енергоощадності в США під час Другої Світової Війни

В США на державному рівні прийнято низку документів, спрямованих на заохочення енергозбереження:
- Акт енергетичної політики і збереження запровадив Програму енергозбереження для споживчих товарів, крім автомобілів, яка дає змогу Департаменту енергетики США «розробляти, переглядати та впроваджувати мінімальні вимоги щодо стандартів енергоефективності приладів та обладнання»[15]. На поточний час, цей Департамент впроваджує тестові процедури та мінімальні стандарти для більш ніж 50 товарів житлово-комунального призначення[16].
- Акт енергетичної політики 2005 року включав ініціативу щодо надання податкового кредиту в розмірі 30% від вартості нового товару, але не більше $500 сукупного ліміту; спочатку ця програма була розрахована на період до кінця 2007 року, але була продовжена до 2010 зі збільшенням сукупного ліміту до $1 500[17].
- Своїм наказом Барак Обама встановив, що до 2015 року 15% наявних великих федеральних будівель мають відповідати новим енергоефективним стандартам, заохочується створення зелених дахів, а до 2030 року всі (100 %) нові федеральні будівлі мають будуватися як будинки з нульовим нетто використанням енергії.
- влади штатів та місцева влада (міста та округи) мають різні власні ініціативи, і Департамент енергетики створи базу даних DSIRE, яка надає інформацію щодо них[18]. Наприклад штат Меріленд мав на меті знизити споживання електроенергії на 15% з 2008 до 2015 року[19].

## Енергоощадність в Україні
В Україні, важливим є зменшення споживання в усіх галузях економіки, але найбільш критичним лишається енергозбереження в житлово-комунальному господарстві.

### Енергоощадність у часи СРСР
Окремі аспекти раціонального використання досліджувались і в радянські часи. В 50-70-ті роки була розроблена теоретична база для вирішення завдань енергоощадності (хоч сам термін «енергоощадність» з'явився значно пізніше). Серед науковців, що працювали над даною тематикою — А. З. Горшков, В. І. Вейц, І. В. Гофман, А. А. Тайц, Б. Н. Авілов-карноухов, Б. А. Константинов, П. П. Ястребов, С. Д. Волобрінскій, С. Л. Прузнер та інші. Створені ними теоретичні положення впроваджувалися у виробництво.
Однак, вже в середині 70-х років у Радянському Союзі почався спад як теоретичної, так і практичної діяльності в галузі раціонального енерговикористання. Практична робота в цій області набувала все більш формального характеру, а наукові розробки в цьому напрямі стали значно менш інтенсивними.

### Законодавство
В Україні прийнято Закон про енергозбереження, в якому цей термін (енергозбереження) визначається як «діяльність, яка спрямована на раціональне використання та економне споживання первинної та перетвореної енергії і природних енергетичних ресурсів». Водночас, «раціональне використання» енергоресурсів в даному Законі визначено як «досягнення максимальної ефективності використання енергетичних ресурсів за наявного рівня розвитку техніки та технології».
Закон України «Про енергозбереження» (рос. ”Об энергосбережении”, англ. “On Energy Conservation”, нім. “Über die Energieeinsparung“) — Закон, що визначає правові, економічні, соціальні та екологічні основи енергоощадності для всіх підприємств, об'єднань та організацій, розташованих на території України, а також для громадян. Прийнятий 1 липня 1994 р.
Містить розділи: І. Загальні положення. ІІ. Економічний механізм енергозбереження. ІІІ. Стандартизація та нормування у сфері енер-гозбереження. IV. Експертиза з енергозбереження. V. Контроль у сфері енергозбереження та відповідальність за порушення цього закону. VI. Міжнародні відносини України у сфері енергозбереження.

### Потенціал енергоощадності
1. Загальний потенціал енергоощадності в Україні становить близько 45% від обсягу спожитих паливно-енергетичних ресурсів.
2. Щодня енергетичні втрати в Україні сягають 100 мільйонів гривень. Тільки води станом на 2016 рік, ми втрачали на 4 мільйони гривень. Усе це негативно впливає на національну економіку країни. Розумне й ефективне енергокористування є ключовим чинником створення нових робочих місць та економічного зростання.
3. 3а підрахунками спеціалістів Інституту електродинаміки НАН України, потенціал енергії вітру в 2000 разів перевищує сучасне виробництво енергії в Україні.

## Цікаві факти
1. Для того, щоб 12 годин щодня протягом року горіла одна лампа потужністю 100 Вт, необхідно спалити 180 кг вугілля, внаслідок чого в атмосферу буде викинуто 425 кг СО2.
2. Закриваючи на ніч штори, можна зменшити втрати тепла через вікна.
3. Зниження рівня споживання гарячої води на 50 літрів за добу веде до щорічної економії 100 літрів мазуту.
4. Якісна теплоізоляція в будівництві — це запорука економії енергоресурсів та збереження нормального мікроклімату у приміщеннях. Втрати енергії через холодні стіни становлять 40-70% від загальної потреби в теплі.
5. Заощаджувати електроенергію можна кольором стін. Біла стіна відбиває 80% спрямованого на неї світла, темно-зелена — лише 15%, чорна — лише 9%.
6. Кран, що протікає, призводить до витрат 7000 літрів води на рік (за умови, що вона крапає повільно). Якщо ж вода біжить тоненькою цівкою, то її втрати становитимуть до 30 000 літрів на рік.

## Додатково
- Gary Steffy, Architectural Lighting Design, John Wiley and Sons (2001) ISBN 0-471-38638-3
- Robb, Drew (2 червня 2007). GSA paves way for IT-based buildings - Government Computer News. Gcn.com. Архів оригіналу за 25 грудня 2008. Процитовано 29 липня 2010.
- Мала гірнича енциклопедія : у 3 т. / за ред. В. С. Білецького. — Д. : Донбас, 2004. — Т. 1 : А — К. — 640 с. — ISBN 966-7804-14-3.

## Україномовна література
- Енергетичний аудит: Навч. посіб. / О. І. Соловей, В. П. Розен, Ю. Г. Лега, О. О. Ситник, А. В. Чернявський. — Черкаси: ЧДТУ, 2005. — 299 с. — Бібліогр.: с. 234. — укр.
- Енергозбереження — пріоритетний напрямок державної політики України / Ковалко М. П., Денисюк С. П. ; А. К. Шидловський (відп. ред.) ; НАН України; АТ "Укренергозбереження". — К. : УЕЗ, 1998. — 506 с. — ISBN 966-02-0525-2.
- Енергозбереження та економіка України / Турченко Д. К. — Донецьк : ВІК, 2006. — 310 с. : табл. — Бібліогр.: с. 297-308. — ISBN 966-430-017-9.
- Енергозбереження та енергетичний менеджмент: навч. посіб. для студ. ВНЗ. 3-тє вид., доп. та перероб. / Бакалін Ю. І. — Х. : Бурун і К, 2006. — 319 с. : рис., табл. — Бібліогр.: с. 314-316 (53 назви). — ISBN 966-8391-02-0.
- Енергозберігаючі будівлі та споруди: Навч. посіб. Ч. 2 / І. Н. Дудар, Т. Е. Потапова; Вінниц. нац. техн. ун-т. — Вінниця, 2006. — 169 с. — Бібліогр.: с. 151-152. — укр.
- Енергозберігаючі технології в будівництві : навч. посіб. / М. А. Саницький, О. Р. Позняк, У. Д. Марущак ; М-во освіти і науки України, Нац. ун-т "Львів. політехніка". – 2-ге вид., виправл. – Львів : Вид-во Львів. політехніки, 2013. – 236, [8] с. : іл. – Режим доступу:. – Бібліогр.: с. 208-214 (108 назв). – ISBN 978-617-607-514-1
- Енергоощадні котеджі: методики проектування будинків без газу : [вироб-практ. вид.] / Ю. Б. Дудикевич. – Л. : Сполом, 2011. – 192 с. : іл. – Бібліогр.: с. 188-190 (73 назви). – ISBN 978-966-665-600-4
- Ефективність енергозберігаючих технологій / Козоріз Г. Г. — Львів, 1998. — 136 с. — Бібліогр.: с. 129-136. — ISBN 966-02-0847-2.
- Основи енергозбереження: Навч. посіб. / А. В. Мартинов, О. Б. Нєженцев, М. О. Шевченко; Східноукр. нац. ун-т ім. В. Даля. — Луганськ, 2003. — 231 с.: рис., табл. — Бібліогр.: с. 226-228. — укр.
- Проблеми економії енергії: Зб. матеріалів ІІІ Міжнародної науково-практичної конференції, Львів, 10-14 жовтня 2001 року. — Львів, 2001. — 266 с.
- Регіональна інвестиційна політика енергозбереження : [монографія] / М. А. Вознюк; НАН України, Ін-т регіон. дослідж. ім. М.І. Долішнього. - Львів, 2015. - 413, [1] c. - (Проблеми регіон. розвитку). - Бібліогр.: с. 386-401.
- Стратегія енергозбереження в Україні: аналітично-довідкові матеріали в 2-х томах.

Т. 1: Загальні засади енергозбереження / За ред. В. А. Жовтянського та ін. — К.: Академперіодика, 2006. — 510 с.
Т. 2: Механізми реалізації політики енергозбереження / За ред. В. А. Жовтянського та ін. — К.: Академперіодика, 2006. — 600 с.
- Теплонасосна технологія енергозбереження : навч. посіб. / В. М. Арсеньєв ; М-во освіти і науки, молоді та спорту України, Сум. держ. ун-т. – Суми : Сум. держ. ун-т, 2011. – 283 с. : іл. – Бібліогр.: с. 276-282 (68 назв). – ISBN 978-966-657-402-5